# Maj 2013

## 1 maja
- Bermudy, Kajmany i inne brytyjskie terytoria zamorskie podpisały porozumienie o dzieleniu się informacją podatkową z Wielką Brytanią i innymi krajami UE, co utrudni unikanie płacenia podatków[1][2].
- Amerykański operator telekomunikacyjny T-Mobile US zadebiutował na giełdzie nowojorskiej (NYSE)[3].

## 2 maja
- Syryjskie siły rządowe dokonały rajdów i masakr w Al-Bajdzie i Banijas[4].
- W wieku 49 lat zmarł Jeff Hanneman, amerykański gitarzysta, członek grupy Slayer[5].

## 6 maja
- W wieku 94 lat zmarł Giulio Andreotti, włoski polityk, były premier Włoch[6].
- Ronnie O’Sullivan obronił tytuł mistrza świata w snookerze, w finale pokonując Barry'ego Hawkinsa 18:12[7].

## 10 maja
- Były prezydent Gwatemali, Efraín Ríos Montt został uznany winnym ludobójstwa i zbrodni przeciw ludzkości i skazany na 80 lat pozbawienia wolności[8].

## 11 maja
- Odbyły się wybory parlamentarne w Pakistanie, wygrane przez Pakistańską Ligę Muzułmańską (N) (166 miejsc łącznie, 126 z wyborów) Nawaza Sharifa. Dotychczas rządząca Pakistańska Partia Ludowa zdobyła zaledwie 40 miejsc (31 z wyboru, 9 zarezerwowanych).[9]
- Co najmniej 40 osób zginęło, a około stu zostało rannych w eksplozji dwóch samochodów pułapek w Reyhanli na południu Turcji przy granicy z Syrią[10].

## 12 maja
- Partia GERB, kierowana przez Bojka Borisowa, wygrała wybory parlamentarne w Bułgarii[11].

## 18 maja
- W wieku 66 lat zmarł Marek Jackowski, muzyk rockowy i kompozytor, założyciel i długoletni lider zespołu Maanam[12].
- Z utworem „Only Teardrops” duńska piosenkarka Emmelie de Forest zwyciężyła w 58. Konkursie Piosenki Eurowizji w Malmö[13].

## 19 maja
- Szwecja pokonała 5:1 Szwajcarię w finale mistrzostw świata w hokeju, które rozegrano na lodowiskach w Szwecji i Finlandii[14].

## 20 maja
- Zakończyły się, rozgrywane w Paryżu, mistrzostwa świata w tenisie stołowym[15].
- W wieku 74 lat zmarł Ray Manzarek – współzałożyciel i klawiszowiec amerykańskiej grupy rockowej The Doors[16].

## 24 maja
- Vive Targi Kielce po raz 10. zdobywają mistrzostwo Polski[17].

## 25 maja
- Bayern Monachium pokonał wynikiem 2:1 Borussię Dortmund w finale 21. edycji Ligi Mistrzów UEFA[18].

## 26 maja
- Włoch Vincenzo Nibali zwyciężył w wyścigu kolarskim Giro d’Italia[19].
- W wieku 96 lat zmarł Jack Vance, amerykański pisarz science fiction i fantasy[20].

## 28 maja
- W wieku 91 lat zmarł marszałek Związku Radzieckiego Wiktor Kulikow, w latach 1977–1989 głównodowodzący Wojskami Państw Stron Układu Warszawskiego[21].